# Соболевка (Коростенский район)
Соболевка (укр. Соболівка) — село на Украине, основано в 1860 году, находится в Коростенской городской общине Житомирской области.
Код КОАТУУ — 1822386605. Население по переписи 2001 года составляет 141 человек. Почтовый индекс — 11544. Телефонный код — 4142. Занимает площадь 0,758 км².